# 鬥者的輓歌
《鬥者的挽歌》是一款由卡普空制作和发行的动作类游戏。本游戏先于1986年4月在街机发行。后于1986年12月24日在日本地区FC游戏机发行。于1987年2月在北美地区发行。
游戏的故事设置在未来。在一场核战争之后，玩家需要控制着战士来击败邪恶的独裁者。英雄战士携带着长剑和盾牌，他同时受过武术训练。